# 烏格洛夫斯科耶區 (阿爾泰邊疆區)
51°21′N 80°12′E / 51.350°N 80.200°E
烏格洛夫斯科耶區（俄语：Угловский район），是俄羅斯的一個區，位於該國南部，由阿爾泰邊疆區負責管轄，面積4,844平方公里，2010年人口13,888，人口密度每平方公里2.87人。